# Sergueï Ryjikov (football)
Sergueï Viktorovitch Ryjikov (en russe : Сергей Викторович Рыжиков), né le 19 septembre 1980 à Chebekino en Russie, est un footballeur international russe, qui évolue au poste de gardien de but. Son frère Andreï est également footballeur au poste de gardien de but.

## Biographie

### Carrière en club
En janvier 2008, il rejoint le Rubin Kazan pour un montant de transfert de 650 mille d'euros d'euros. Durant l'été 2010, le Spartak Moscou est intéressé par lui. Mais le 21 novembre 2010, il prolonge son contrat avec le Rubin jusqu'en 2014. Puis le 4 juillet 2013, il signe un nouveau contrat de 4 ans.
Avec le club du Rubin Kazan, Sergueï Ryjikov dispute 16 matchs en Ligue des champions, et 43 matchs en Ligue Europa.

### Carrière internationale
Sergueï Ryjikov compte une sélection avec l'équipe de Russie en 2011,.
En novembre 2010, il est convoqué pour la première fois en équipe de Russie par le sélectionneur national Guus Hiddink, pour un match amical la Bulgarie mais n'entre pas en jeu. 
Le 29 mars 2011, il honore sa première sélection contre le Qatar lors d'un match amical. Il commence la rencontre comme titulaire, et sort du terrain à la 46e minute de jeu, en étant remplacé par Viatcheslav Malafeïev. La rencontre se solde par un match nul de 1-1. 
Il devient à 30 ans et 191 jours, le plus vieux joueur à débuter en sélection russe. Le record précédent était tenu depuis 2001 par Andreï Fedkov, qui avait 29 ans et 295 jours lors de ses débuts. Son record est battu par Oleg Kuzmin en septembre 2015. Il est toujours le plus vieux gardien à débuter en sélection russe.
Il fait partie de la liste des 23 joueurs russes sélectionnés pour disputer la Coupe du monde 2014 au Brésil, comme troisième gardien de but. Il ne prend part à aucun match durant le tournoi.

## Palmarès
Rubin Kazan
- Champion de Russie en 2008 et 2009
- Vainqueur de la Coupe de Russie en 2012
- Vainqueur de la Supercoupe de Russie en 2010 et 2012

## Statistiques
| Saison                | Club                     | Championnat           | Championnat | Championnat | Coupe(s) nationale(s) | Coupe(s) nationale(s) | Supercoupe | Supercoupe | Compétition(s) continentale(s) | Compétition(s) continentale(s) | Compétition(s) continentale(s) | Russie | Russie | Total | Total |
| Saison                | Club                     | Division              | M.          | B.          | M.                    | B.                    | M.         | B.         | Comp.                          | M.                             | B.                             | M.     | B.     | M.    | B.    |
| 2004                  | Saturn Ramenskoïe        | D1                    | 3           | 0           | 1                     | 0                     | -          | -          | -                              | -                              | -                              | -      | -      | 4     | 0     |
| 2005                  | Anji Makhatchkala (prêt) | D2                    | 39          | 0           | -                     | -                     | -          | -          | -                              | -                              | -                              | -      | -      | 39    | 0     |
| 2006                  | Lokomotiv Moscou         | D1                    | 2           | 0           | -                     | -                     | -          | -          | -                              | -                              | -                              | -      | -      | 2     | 0     |
| 2007                  | Tom Tomsk (prêt)         | D1                    | 5           | 0           | -                     | -                     | -          | -          | -                              | -                              | -                              | -      | -      | 5     | 0     |
| Sous-total            | Sous-total               | Sous-total            | 49          | 0           | 1                     | 0                     | -          | -          | -                              | -                              | -                              | -      | -      | 50    | 0     |
| 2008                  | Rubin Kazan              | D1                    | 26          | 0           | 1                     | 0                     | -          | -          | -                              | -                              | -                              | -      | -      | 27    | 0     |
| 2009                  | Rubin Kazan              | D1                    | 29          | 0           | 3                     | 0                     | 1          | 0          | C1                             | 6                              | 0                              | -      | -      | 39    | 0     |
| 2010                  | Rubin Kazan              | D1                    | 28          | 0           | -                     | -                     | 1          | 0          | C3+C1                          | 4+6                            | 0                              | -      | -      | 39    | 0     |
| 2011-2012             | Rubin Kazan              | D1                    | 41          | 0           | 5                     | 0                     | -          | -          | C3+C1+C3                       | 1+4+7                          | 0                              | 1      | 0      | 59    | 0     |
| 2012-2013             | Rubin Kazan              | D1                    | 29          | 0           | 1                     | 0                     | 1          | 0          | C3                             | 11                             | 0                              | -      | -      | 42    | 0     |
| 2013-2014             | Rubin Kazan              | D1                    | 29          | 0           | -                     | -                     | -          | -          | C3                             | 10                             | 0                              | -      | -      | 39    | 0     |
| 2014-2015             | Rubin Kazan              | D1                    | 27          | 0           | 3                     | 0                     | -          | -          | -                              | -                              | -                              | -      | -      | 30    | 0     |
| 2015-2016             | Rubin Kazan              | D1                    | 30          | 0           | -                     | -                     | -          | -          | C3                             | 10                             | 0                              | -      | -      | 40    | 0     |
| 2016-2017             | Rubin Kazan              | D1                    | 29          | 0           | 2                     | 0                     | -          | -          | -                              | -                              | -                              | -      | -      | 31    | 0     |
| 2017-2018             | Rubin Kazan              | D1                    | 13          | 0           | 1                     | 0                     | -          | -          | -                              | -                              | -                              | -      | -      | 14    | 0     |
| Sous-total            | Sous-total               | Sous-total            | 281         | 0           | 16                    | 0                     | 3          | 0          | -                              | 59                             | 0                              | 1      | 0      | 360   | 0     |
| 2018-2019             | Krylia Sovetov Samara    | D1                    | 25          | 0           | 1                     | 0                     | -          | -          | -                              | -                              | -                              | -      | -      | 26    | 0     |
| 2019-2020             | Krylia Sovetov Samara    | D1                    | 19          | 0           | -                     | -                     | -          | -          | -                              | -                              | -                              | -      | -      | 19    | 0     |
| 2020-2021             | FK Tambov                | D1                    | 20          | 0           | 1                     | 0                     | -          | -          | -                              | -                              | -                              | -      | -      | 21    | 0     |
| Sous-total            | Sous-total               | Sous-total            | 64          | 0           | 2                     | 0                     | -          | -          | -                              | -                              | -                              | -      | -      | 66    | 0     |
| Total sur la carrière | Total sur la carrière    | Total sur la carrière | 394         | 0           | 19                    | 0                     | 3          | 0          | -                              | 59                             | 0                              | 1      | 0      | 476   | 0     |